# Una spirale di nebbia
Una spirale di nebbia è un film del 1977, diretto da Eriprando Visconti.

## Trama
Durante una battuta di caccia, Fabrizio uccide, con un colpo di fucile, la moglie Valeria. Non ci sono testimoni oculari. Maria Teresa, cugina del reo, resta persuasa dell'innocenza di quest'ultimo. Per soffocare lo scandalo, interviene Marcello, avvocato nonché marito della donna. Mentre vengono condotte le indagini, si diramano e si approfondiscono i problemi della famiglia Sangermano. 

## Produzione
Il film è tratto dall'omonimo romanzo di Michele Prisco, vincitore del Premio Strega. 
Rispetto all'opera letteraria, ambientata nel Sud Italia, il lungometraggio è stato girato nella Pianura Padana. 

## Distribuzione
Uscito nelle sale italiane l'8 settembre del 1977, fu vietato ai minori di 18 anni, a causa di contenuti fortemente espliciti.
Venne, in seguito, edito in home video. É presente nelle principali piattaforme streaming. 

## Promozione
Una spirale di nebbia è ricordato anche per il provocatorio poster in cui è ritratta la Carole Chauvet nell'atto di una fellatio. Tale sequenza non è mai stata appurata se sia stata simulata o meno.

## Accoglienza
(Morando Morandini, Il Morandini, Zanichelli, 2014)